# جین وین
جین مارجری وین (به انگلیسی: Jane Margery Wynne) (زاده ۸ دسامبر ۱۹۴۴ – درگذشته ۱۸ ژوئن ۲۰۰۹) از اعضای کالج سلطنتی پزشکان یک متخصص اطفال انگلیسی بود. او که یک مرجع در مورد کودک آزاری و معلولیت بود، در دانشگاه لیدز دوره‌هایی را برای آموزش پزشکان اطفال برای شناسایی نشانه‌های سوء رفتار با کودکان برگزار کرد.

## اوایل زندگی
وین در سال ۱۹۴۴ در لستر در خانواده مارگارت، معلم ارشد و جان وین، مدرس اقتصاد کشاورزی به دنیا آمد. هنگامی که خانواده او به لیدز نقل مکان کردند، او به مدرسه لاونز وود رفت. در سال 1969 با دریافت کارشناسی پزشکی و جراحی به تحصیل در دانشکده پزشکی لیدز ادامه داد.

## حرفه
وین از سال ۱۹۷۲ تا ۱۹۷۳ در بیمارستان دانشگاه سنت جیمز در لیدز پست داشت. او در سال ۱۹۷۵ به ناتینگهام نقل مکان کرد تا در رشته اطفال آموزش ببیند. در سال ۱۹۷۶، او کارشناس ارشد تشکیل پرونده در کینگز کالج لندن و بیمارستان رویال الکساندرا برای کودکان بیمار در برایتون شد. سپس در سال ۱۹۷۶ با سیمون کوری، یک متخصص مغز و اعصاب، ازدواج کرد و آنها با هم به لیدز بازگشتند، جایی که وین به عنوان مدرس در بخش کودکان دانشکده پزشکی منصوب شد و کلینیک کودکان معلول را اداره کرد. او کار خود را با مایکل بوکانان، مدرس ارشد دانشگاه و متخصص در زمینه کودک آزاری آغاز کرد. در سال ۱۹۸۴ به متخصص مشاور اطفال در بیمارستان عمومی لیدز ارتقا یافت
وین و همکارش کریستوفر هابز دوره‌هایی را در لیدز برگزار کردند و به سایر پزشکان اطفال آموزش دادند تا نشانه‌های کودک آزاری را شناسایی کنند. آنها در سال ۱۹۸۶ و ۱۹۸۷ دو مقاله در مورد آزار جنسی در کودکان در مجله لنست منتشر کردند و در سال ۱۹۸۸ گروه ویژه حمایت از کودکان را تأسیس کردند. وین و هابز تا حدودی در رسوایی کودک آزاری کلیولند در سال ۱۹۸۷ مسئول شناخته شدند، زیرا یکی از متخصصان اطفال درگیر در دوره آموزشی آنها در لیدز شرکت کرده بود، اما الیزابت باتلر-اسلاس، که ریاست این تحقیق را بر عهده داشت، در نهایت حمایت خود را از روش‌های وین و هابز اعلام کرد. آنها دو کتاب درسی به نام‌های کودک آزاری و غفلت: کتاب راهنمای بالینی (۱۹۹۹) و نشانه‌های فیزیکی کودک آزاری: اطلس رنگی (۲۰۰۱) را تألیف کردند، و فصلی را در کتاب درسی اطفال فورفار و آرنیل در سال ۲۰۰۳ اضافه کردند
وین در سال ۱۹۹۱ به عنوان عضو کالج سلطنتی پزشکان انتخاب شد و سپس به عنوان عضو افتخاری کالج سلطنتی اطفال و بهداشت کودک برگزیده شد. او در سال ۱۹۹۴ دکترای افتخاری از دانشگاه متروپولیتن لیدز دریافت کرد و در سال ۲۰۰۳ به عنوان معتمد افتخاری انجمن ملی پیشگیری از ظلم به کودکان انتخاب شد.

## پایان زندگی
وین در سال ۱۹۹۰ به بیماری پارکینسون مبتلا شد. او در سال ۱۹۹۹ از حرفه بالینی بازنشسته شد. وی تا سال ۲۰۰۳ به تدریس ادامه داد تا اینکه تحت عمل جراحی قلب قرار گرفت تا آسیب‌های ناشی از مصرف داروها به دریچه‌های قلبش را ترمیم کند. او در ۱۸ ژوئن ۲۰۰۹ بر اثر مشکلات متعدد بدنی درگذشت.